# Oricopis
Oricopis is een kevergeslacht uit de familie van de boktorren (Cerambycidae). De wetenschappelijke naam van het geslacht werd voor het eerst geldig gepubliceerd in 1863 door Pascoe.

## Soorten
Oricopis omvat de volgende soorten:
- Oricopis flavolineatus Breuning, 1939
- Oricopis guttatus Blackburn, 1894
- Oricopis intercoxalis Lea, 1917
- Oricopis maculiventris Lea, 1917
- Oricopis setipennis Lea, 1917
- Oricopis umbrosus Pascoe, 1863